# Gabitênia
Gabitênia (em latim: Gabithenia), Gabiteã (em armênio: Գաբեթեան; romaniz.: Gabit’ean) ou Gavetã (Գաւետան, Gawetan), segundo a Geografia de Ananias de Siracena (século VII), foi um gavar (cantão) da província da Vaspuracânia, no Reino da Armênia. Compreendia uma área de 2270 quilômetros quadrados que se estendia da cidade de Sofiã até a costa norte do lago Úrmia, cujo nome antigo (Kaputan Gov, "Mar Azul") pode estar relacionado ao distrito. É possível que fosse um dos distritos do principado de Mardepetacânia, o território ancestral do mardepetes e mais tarde um grande domínio em posse da dinastia arsácida. Com a eventual anexação de Mardepetacânia pelos arzerúnidas, tornar-se-ia um dos territórios dessa família. Com a futura queda do Império Sassânida e a expansão islâmica na região, Gabitênia deixou de ser um dos territórios da Vaspuracânia arzerúnida.